# ユヌス・サンカレ
ユヌス・サンカレ（Younousse Sankharé 、1989年9月10日 - ）は、フランス・サルセル出身のプロサッカー選手。ギレスンスポル所属。セネガル代表。ポジションは、ミッドフィールダー。

## 経歴
2016年7月26日、リールと4年契約を結んだ。
しかしリールで23試合に出場した後、2017年1月30日にボルドーに移籍した。それから1年後の2018年1月にはボルドーからの退団を求めている。2019年11月21日、正式にクラブを退団した。
2020年6月21日、PFC CSKAソフィアに加入した。
2021年1月31日、パナシナイコスFCに移籍した。

## プレースタイル
ボール奪取能力が優れており、2015-16シーズンにはEAギャンガンで286回を記録した。これは欧州5大リーグでは11位、リーグ・アンでは4位の回数である。